# Football Club Lugano 2009-2010
Questa voce raccoglie le informazioni riguardanti il Football Club Lugano nelle competizioni ufficiali della stagione 2009-2010.

## Stagione
Nella stagione 2009-2010 il Lugano, allenato da Simone Boldini, concluse il campionato di Challenge League al 2º posto, vinse il doppio spareggio promozione/retrocessione con il Bellinzona e fu promosso in Super League. In Coppa Svizzera il Lugano fu eliminato agli ottavi di finale dal Losanna.

## Rosa
| N. |                       | Ruolo | Calciatore                |
| -- | --------------------- | ----- | ------------------------- |
| 1  | Italia (bandiera)     | P     | Alex Cordaz               |
| 2  | Camerun (bandiera)    | C     | Patrice Feussi            |
| 4  | Svizzera (bandiera)   | D     | Philippe Montandon        |
| 5  | Svizzera (bandiera)   | D     | Luca Denicolá             |
| 6  | Argentina (bandiera)  | D     | Miguel Portillo           |
| 7  | Portogallo (bandiera) | C     | Carlos da Silva           |
| 8  | Croazia (bandiera)    | D     | Marko Bašić               |
| 8  | Brasile (bandiera)    | A     | Sílvio Carlos de Oliveira |
| 9  | Francia (bandiera)    | A     | Steve Pinau               |
| 10 | Serbia (bandiera)     | C     | Sehar Fejzulahi           |
| 11 | Svizzera (bandiera)   | C     | Michaël Perrier           |
| 14 | Svizzera (bandiera)   | A     | Pascal Renfer             |
| 15 | Svizzera (bandiera)   | C     | Michele Maggetti          |
| 16 | Svizzera (bandiera)   | D     | Pascal Thrier             |

| N. |                       | Ruolo | Calciatore                |
| -- | --------------------- | ----- | ------------------------- |
| 17 | Svizzera (bandiera)   | C     | Charles-André Doudin      |
| 18 | Portogallo (bandiera) | P     | Silvio Pinheiro           |
| 19 | Svizzera (bandiera)   | C     | Antoine Rey               |
| 21 | Italia (bandiera)     | C     | Lucio Ciana               |
| 23 | Brasile (bandiera)    | C     | Felipe Campanholi Martins |
| 24 | Svizzera (bandiera)   | A     | Salvatore Guarino         |
| 25 | Svizzera (bandiera)   | D     | Samuele Preisig           |
| 28 | Svizzera (bandiera)   | C     | Alessio Bottani           |
| 28 | Svizzera (bandiera)   | C     | Fulvio Sulmoni            |
| 29 | Svizzera (bandiera)   | C     | Mattia Bottani            |
| 30 | Svizzera (bandiera)   | P     | Gabriel Wüthrich          |
| 31 | Svizzera (bandiera)   | C     | Mattiyas Demircan         |
| 32 | Svizzera (bandiera)   | D     | Michele Coppola           |

## Organigramma societario
Area tecnica
- Allenatore: Simone Boldini
- Allenatore in seconda:
- Preparatore dei portieri:
- Preparatori atletici:

## Calciomercato

### Sessione estiva
| Acquisti | Acquisti                  | Acquisti        | Acquisti |
| R.       | Nome                      | da              | Modalità |
| -------- | ------------------------- | --------------- | -------- |
| D        | Miguel Portillo           | Young Boys      |          |
| C        | Alessio Bottani           | Chiasso         |          |
| C        | Mattia Bottani            | Chiasso         |          |
| A        | Sílvio Carlos de Oliveira | Wil             |          |
| C        | Lucio Ciana               | Locarno         |          |
| P        | Alex Cordaz               | Treviso         |          |
| C        | Sehar Fejzulahi           | Vaduz           |          |
| C        | Felipe Campanholi Martins | Winterthur      |          |
| A        | Steve Pinau               | Hibernian       |          |
| P        | Gabriel Wüthrich          | Carl Zeiss Jena |          |

| Cessioni | Cessioni           | Cessioni      | Cessioni |
| R.       | Nome               | a             | Modalità |
| -------- | ------------------ | ------------- | -------- |
| A        | Bruno Valente      | Sciaffusa     |          |
| D        | Daniel Giordano    | Rivadavia (L) |          |
| D        | Stefano Negrinelli | Baden         |          |
| A        | Vincenzo Rennella  | Grasshoppers  |          |
| D        | Simone Rota        | Pro Sesto     |          |
| D        | Enrico Schirinzi   | Wohlen        |          |

### Sessione invernale
| Acquisti | Acquisti    | Acquisti | Acquisti |
| R.       | Nome        | da       | Modalità |
| -------- | ----------- | -------- | -------- |
| C        | Antoine Rey | Losanna  |          |

| Cessioni | Cessioni | Cessioni | Cessioni |
| R.       | Nome     | a        | Modalità |
| -------- | -------- | -------- | -------- |

## Risultati

### Challenge League

#### andata
| Arbitro: | Circhetta |

|  |           |                                           |
|  | Marcatori | 24’, 41’ Renfer 52’, 55’ Silvio 71’ Silva |

| Arbitro: | Carrell |

|           |           |                      |
| Silva 27’ | Marcatori | 3’ Faye 63’ Ikanovic |

| Arbitro: | Klossner |

|                        |           |           |
| Silvio 43’, 48’ (rig.) | Marcatori | 32’ Eudis |

| Arbitro: | Devouge |

|  |           |                                              |
|  | Marcatori | 18’ Renfer 48’ (rig.), 68’ Silva 63’ Sulmoni |

| Arbitro: | Bieri |

|  |           |                                           |
|  | Marcatori | 30’, 68’ Silvio 37’, 53’ Silva 90’ Renfer |

| Arbitro: | Hänni |

|                       |           |                        |
| Silva 49’ Preisig 61’ | Marcatori | 12’ Rossini 24’ Senger |

| Arbitro: | Gremaud |

|  |           |                         |
|  | Marcatori | 8’ Fejzulahi 23’ Silvio |

| Lugano 23 settembre 2009, ore 19:45 CEST 8ª giornata | Lugano | 0 – 0 referto | Wil | Stadio di Cornaredo (888 spett.)\| Arbitro: \| Amhof \| |
| Arbitro:                                             | Amhof  |               |     |                                                         |

| Arbitro: | Speranda |

|                                                                               |           |  |
| Silva 15’ Martins 25’, 63’ Silvio 35’, 56’ (rig.) Ciana 74’ Doudin 78’ (rig.) | Marcatori |  |

| Arbitro: | Laperrière |

|              |           |                                   |
| Besseyre 50’ | Marcatori | 43’ Doudin 76’ Silva 90’ Maggetti |

| Arbitro: | Devouge |

|         |           |                   |
| Edo 70’ | Marcatori | 56’ (rig.) Silvio |

| Arbitro: | Jaccottet |

|             |           |             |
| Preisig 27’ | Marcatori | 37’ Morello |

| Arbitro: | Klossner |

|                          |           |           |
| Renfer 42’ Fejzulahi 80’ | Marcatori | 34’ Tadić |

| Arbitro: | Hänni |

|           |           |                        |
| Bieli 66’ | Marcatori | 23’ Renfer 77’ Martins |

| Arbitro: | Bieri |

|                     |           |           |
| Portillo 24’ (aut.) | Marcatori | 2’ Renfer |

#### ritorno
| Arbitro: | Jaccottet |

|                  |           |  |
| Silva 81’ (rig.) | Marcatori |  |

| Arbitro: | Grossen |

|                      |           |            |
| Mathys 11’ Moser 35’ | Marcatori | 40’ Silvio |

| Arbitro: | Speranda |

|  |           |             |
|  | Marcatori | 25’ Preisig |

| Arbitro: | Winter |

|                              |           |                |
| Silva 47’ (rig.) Preisig 58’ | Marcatori | 8’ (rig.) Roux |

| Arbitro: | Gremaud |

|                                               |           |                      |
| Silva 8’ Montandon 18’ Silvio 31’, 90’ (rig.) | Marcatori | 65’ Weller 88’ Ademi |

| Arbitro: | Kever |

|                                    |           |                |
| Senger 55’ (rig.), 75’ Rossini 85’ | Marcatori | 27’, 32’ Bašić |

| Arbitro: | Klossner |

|                               |           |  |
| Renfer 13’, 57’ Fejzulahi 39’ | Marcatori |  |

| Arbitro: | Carrell |

|                                |           |                                  |
| Grossklaus 35’, 44’ Blumer 89’ | Marcatori | 21’, 47’ Renfer 85’ (rig.) Silva |

| Arbitro: | Graf |

|                       |           |  |
| Eudis 67’ Kusunga 90’ | Marcatori |  |

| Arbitro: | Speranda |

|                       |           |             |
| Bašić 49’ Martins 90’ | Marcatori | 64’ Roduner |

| Arbitro: | Jaccottet |

|           |           |            |
| Tadić 61’ | Marcatori | 7’ Martins |

| Arbitro: | Amhof |

|                             |           |  |
| Silva 15’ (rig.) Silvio 71’ | Marcatori |  |

| Arbitro: | Wermelinger |

|                                            |           |            |
| Renfer 52’ Silva 62’ Silvio 71’ Feussi 72’ | Marcatori | 73’ Gaspar |

| Arbitro: | Studer |

|                 |           |  |
| Kukuruzović 63’ | Marcatori |  |

| Arbitro: | Carrell |

|                  |           |             |
| Silva 58’ (rig.) | Marcatori | 29’ Cerrone |

### Spareggio promozione/retrocessione
| Arbitro: | Laperrière |

|                           |           |               |
| Mihoubi 27’ Feltscher 90’ | Marcatori | 70’ Montandon |

| Lugano 24 maggio 2010, ore 16:00 CEST ritorno | Lugano    | 0 – 0 referto | Bellinzona | Stadio di Cornaredo (6 500 spett.)\| Arbitro: \| Circhetta \| |
| Arbitro:                                      | Circhetta |               |            |                                                               |

### Coppa Svizzera
| 19 settembre 2009, ore 17:00 CEST Primo turno | Montlingen | 0 – 4 | Lugano |  |

| 18 ottobre 2009, ore 14:30 CEST Secondo turno | Lugano | 1 – 0 | Grasshoppers |  |

| 22 novembre 2009, ore 14:30 CET Ottavi di finale | Lugano | 1 – 2 | Losanna |  |

## Statistiche

### Statistiche di squadra
| Competizione                       | Punti | In casa | In casa | In casa | In casa | In casa | In casa | In trasferta | In trasferta | In trasferta | In trasferta | In trasferta | In trasferta | Totale | Totale | Totale | Totale | Totale | Totale | DR  |
| Competizione                       | Punti | G       | V       | N       | P       | Gf      | Gs      | G            | V            | N            | P            | Gf           | Gs           | G      | V      | N      | P      | Gf     | Gs     | DR  |
| ---------------------------------- | ----- | ------- | ------- | ------- | ------- | ------- | ------- | ------------ | ------------ | ------------ | ------------ | ------------ | ------------ | ------ | ------ | ------ | ------ | ------ | ------ | --- |
| Challenge League                   | 59    | 15      | 10      | 4       | 1       | 34      | 13      | 15           | 7            | 4            | 4            | 31           | 16           | 30     | 17     | 8      | 5      | 65     | 29     | +36 |
| Spareggio promozione/retrocessione | -     | 1       | 0       | 1       | 0       | 0       | 0       | 1            | 0            | 0            | 1            | 1            | 2            | 2      | 0      | 1      | 1      | 1      | 2      | -1  |
| Coppa Svizzera                     | -     | 2       | 1       | 0       | 1       | 2       | 2       | 1            | 1            | 0            | 0            | 4            | 0            | 3      | 2      | 0      | 1      | 6      | 2      | +4  |
| Totale                             | 59    | 18      | 11      | 5       | 2       | 36      | 15      | 17           | 8            | 4            | 5            | 36           | 18           | 35     | 19     | 9      | 7      | 72     | 33     | +39 |

### Andamento in campionato
| Giornata  | 1 | 2 | 3 | 4 | 5 | 6 | 7 | 8 | 9 | 10 | 11 | 12 | 13 | 14 | 15 | 16 | 17 | 18 | 19 | 20 | 21 | 22 | 23 | 24 | 25 | 26 | 27 | 28 | 29 | 30 |
| --------- | - | - | - | - | - | - | - | - | - | -- | -- | -- | -- | -- | -- | -- | -- | -- | -- | -- | -- | -- | -- | -- | -- | -- | -- | -- | -- | -- |
| Luogo     | T | C | C | T | T | C | T | C | C | T  | T  | C  | C  | T  | T  | C  | T  | T  | C  | C  | T  | C  | T  | T  | C  | T  | C  | C  | T  | C  |
| Risultato | V | P | V | V | V | N | V | N | V | V  | N  | N  | V  | V  | N  | V  | P  | V  | V  | V  | P  | V  | N  | P  | V  | N  | V  | V  | P  | N  |
| Posizione | 1 | 6 | 3 | 1 | 1 | 2 | 1 | 1 | 1 | 1  | 1  | 1  | 1  | 1  | 1  | 1  | 1  | 1  | 1  | 1  | 2  | 2  | 1  | 2  | 2  | 1  | 1  | 1  | 1  | 2  |

Legenda:

Luogo: C = Casa; T = Trasferta. Risultato: V = Vittoria; N = Pareggio; P = Sconfitta.

### Statistiche dei giocatori
| Giocatore     | Barrage Super League | Barrage Super League | Barrage Super League | Barrage Super League | Challenge League | Challenge League | Challenge League | Challenge League | Totale   | Totale | Totale      | Totale     |
| Giocatore     | Presenze             | Reti                 | Ammonizioni          | Espulsioni           | Presenze         | Reti             | Ammonizioni      | Espulsioni       | Presenze | Reti   | Ammonizioni | Espulsioni |
| ------------- | -------------------- | -------------------- | -------------------- | -------------------- | ---------------- | ---------------- | ---------------- | ---------------- | -------- | ------ | ----------- | ---------- |
| C. Altebrando | 0                    | 0                    | 0                    | 0                    | 0                | 0                | 0                | 0                | 0        | 0      | 0           | 0          |
| L. Baldo      | 0                    | 0                    | 0                    | 0                    | 0                | 0                | 0                | 0                | 0        | 0      | 0           | 0          |
| M. Bašić      | 0                    | 0                    | 0                    | 0                    | 26               | 3                | 3                | 0                | 26       | 3      | 3           | 0          |
| A. Bottani    | 0                    | 0                    | 0                    | 0                    | 2                | 0                | 2                | 0                | 2        | 0      | 2           | 0          |
| M. Bottani    | 0                    | 0                    | 0                    | 0                    | 3                | 0                | 1                | 0                | 3        | 0      | 1           | 0          |
| L. Ciana      | 0                    | 0                    | 0                    | 0                    | 7                | 1                | 2                | 0                | 7        | 1      | 2           | 0          |
| M. Coppola    | 0                    | 0                    | 0                    | 0                    | 1                | 0                | 0                | 0                | 1        | 0      | 0           | 0          |
| A. Cordaz     | 0                    | 0                    | 0                    | 0                    | 27               | 0                | 1                | 0                | 27       | 0      | 1           | 0          |
| M. Demircan   | 0                    | 0                    | 0                    | 0                    | 1                | 0                | 0                | 0                | 1        | 0      | 0           | 0          |
| L. Denicolá   | 2                    | 0                    | 0                    | 0                    | 24               | 0                | 3                | 0                | 26       | 0      | 3           | 0          |
| A. Dorsa      | 0                    | 0                    | 0                    | 0                    | 0                | 0                | 0                | 0                | 0        | 0      | 0           | 0          |
| C. Doudin     | 0                    | 0                    | 0                    | 0                    | 14               | 2                | 1                | 0                | 14       | 2      | 1           | 0          |
| F. Fabiano    | 1                    | 0                    | 0                    | 0                    | 0                | 0                | 0                | 0                | 1        | 0      | 0           | 0          |
| S. Fejzulahi  | 0                    | 0                    | 0                    | 0                    | 22               | 3                | 2                | 0                | 22       | 3      | 2           | 0          |
| P. Feussi     | 0                    | 0                    | 0                    | 0                    | 5                | 1                | 2                | 0                | 5        | 1      | 2           | 0          |
| D. Giordano   | 0                    | 0                    | 0                    | 0                    | 0                | 0                | 0                | 0                | 0        | 0      | 0           | 0          |
| S. Guarino    | 0                    | 0                    | 0                    | 0                    | 2                | 0                | 0                | 0                | 2        | 0      | 0           | 0          |
| R. Laborde    | 2                    | 0                    | 0                    | 0                    | 0                | 0                | 0                | 0                | 2        | 0      | 0           | 0          |
| M. Maggetti   | 2                    | 0                    | 1                    | 0                    | 27               | 1                | 7                | 0                | 29       | 1      | 8           | 0          |
| F. Martins    | 0                    | 0                    | 0                    | 0                    | 27               | 5                | 4                | 0                | 27       | 5      | 4           | 0          |
| P. Montandon  | 2                    | 0                    | 0                    | 0                    | 18               | 1                | 3                | 1                | 20       | 1      | 3           | 1          |
| L. Moresi     | 2                    | 0                    | 2                    | 0                    | 0                | 0                | 0                | 0                | 2        | 0      | 2           | 0          |
| S. Negrinelli | 0                    | 0                    | 0                    | 0                    | 0                | 0                | 0                | 0                | 0        | 0      | 0           | 0          |
| M. Perrier    | 2                    | 0                    | 0                    | 0                    | 10               | 0                | 0                | 0                | 12       | 0      | 0           | 0          |
| S. Pinau      | 0                    | 0                    | 0                    | 0                    | 4                | 0                | 0                | 0                | 4        | 0      | 0           | 0          |
| S. Pinheiro   | 0                    | 0                    | 0                    | 0                    | 0                | 0                | 0                | 0                | 0        | 0      | 0           | 0          |
| M. Portillo   | 0                    | 0                    | 0                    | 0                    | 15               | 0                | 2                | 0                | 15       | 0      | 2           | 0          |
| S. Preisig    | 2                    | 0                    | 0                    | 0                    | 29               | 4                | 3                | 0                | 31       | 4      | 3           | 0          |
| G. Proietti   | 2                    | 0                    | 0                    | 0                    | 0                | 0                | 0                | 0                | 2        | 0      | 0           | 0          |
| P. Renfer     | 2                    | 1                    | 0                    | 0                    | 24               | 12               | 2                | 0                | 26       | 13     | 2           | 0          |
| V. Rennella   | 2                    | 0                    | 0                    | 0                    | 0                | 0                | 0                | 0                | 2        | 0      | 0           | 0          |
| A. Rey        | 0                    | 0                    | 0                    | 0                    | 14               | 0                | 2                | 0                | 14       | 0      | 2           | 0          |
| C. Rocca      | 0                    | 0                    | 0                    | 0                    | 0                | 0                | 0                | 0                | 0        | 0      | 0           | 0          |
| S. Rota       | 0                    | 0                    | 0                    | 0                    | 0                | 0                | 0                | 0                | 0        | 0      | 0           | 0          |
| E. Schirinzi  | 0                    | 0                    | 0                    | 0                    | 0                | 0                | 0                | 0                | 0        | 0      | 0           | 0          |
| C. Silva      | 2                    | 0                    | 0                    | 0                    | 28               | 16               | 3                | 0                | 30       | 16     | 3           | 0          |
| C. Silvio     | 0                    | 0                    | 0                    | 0                    | 28               | 15               | 3                | 0                | 28       | 15     | 3           | 0          |
| F. Sulmoni    | 0                    | 0                    | 0                    | 0                    | 9                | 1                | 1                | 0                | 9        | 1      | 1           | 0          |
| P. Thrier     | 2                    | 0                    | 1                    | 0                    | 30               | 0                | 3                | 0                | 32       | 0      | 4           | 0          |
| B. Valente    | 2                    | 0                    | 1                    | 0                    | 0                | 0                | 0                | 0                | 2        | 0      | 1           | 0          |
| A. Viapiana   | 1                    | 0                    | 0                    | 0                    | 0                | 0                | 0                | 0                | 1        | 0      | 0           | 0          |
| G. Wüthrich   | 0                    | 0                    | 0                    | 0                    | 3                | 0                | 1                | 0                | 3        | 0      | 1           | 0          |